# Felsmühle (kanton Grevenmacher)
Felsmühle (lb. Fielsmillen) – mała miejscowość (lieu-dit) we wschodnim Luksemburgu, w kantonie Grevenmacher, w gminie Mertert. Do 3 października 2015 miejscowość leżała w dystrykcie Grevenmacher.